# Corée du Nord aux Jeux olympiques d'hiver de 2010
Cet article contient des informations sur la participation et les résultats de la Corée du Nord aux Jeux olympiques d'hiver de 2010 à Vancouver au Canada. La Corée du Nord était représentée par 2 athlètes.

## Cérémonies d'ouverture et de clôture

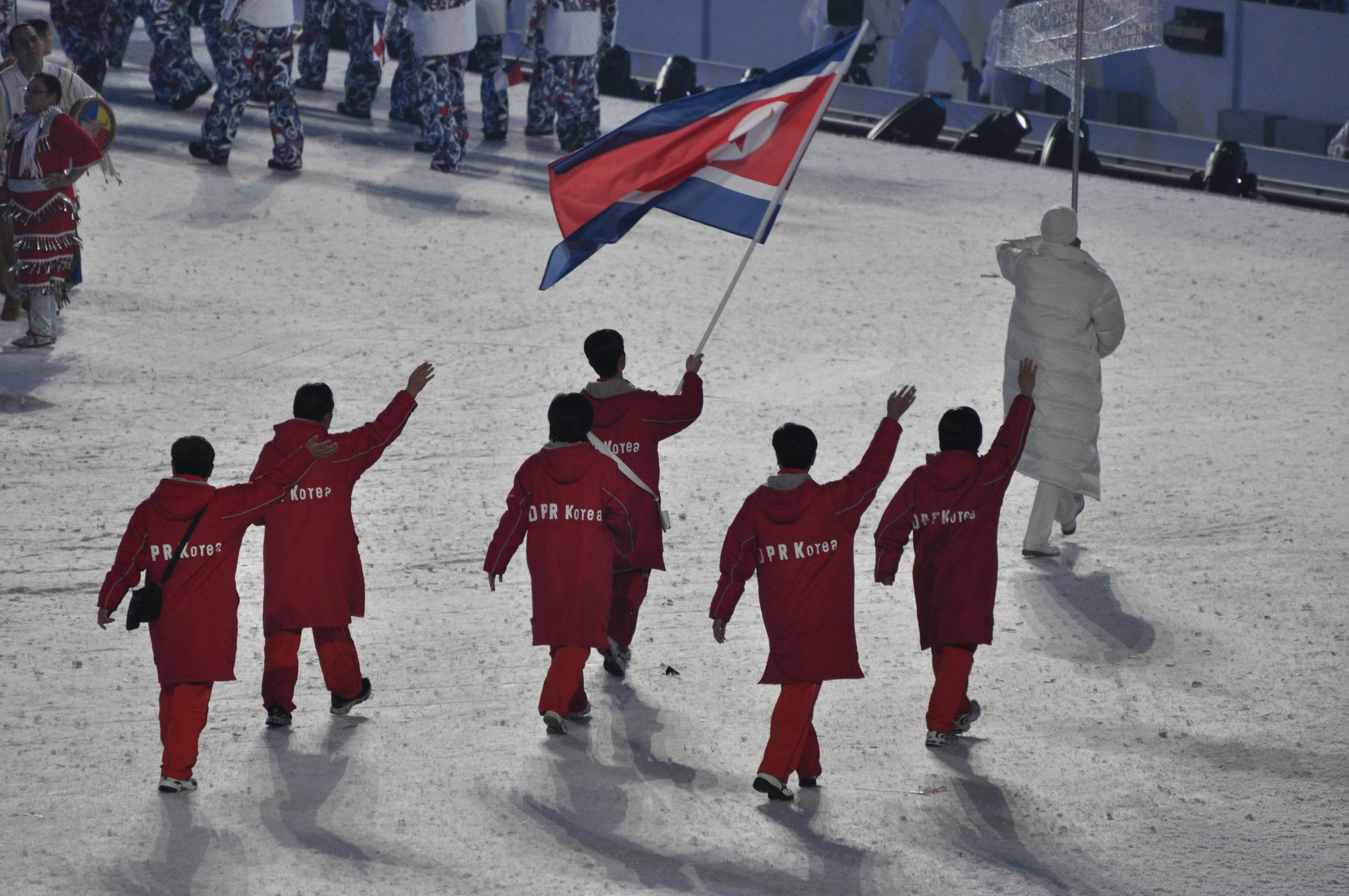
Entrée de la délégation nord-coréenne lors de la cérémonie d'ouverture.

Comme cela est de coutume, la Grèce, berceau des Jeux olympiques, ouvre le défilé des nations, tandis que le Canada, en tant que pays organisateur, ferme la marche. Les autres pays défilent par ordre alphabétique. La Corée du Nord est la 23e des 82 délégations à entrer dans le BC Place Stadium de Vancouver au cours du défilé des nations durant la cérémonie d'ouverture, après la République tchèque et avant le Danemark. Cette cérémonie est dédiée au lugeur géorgien Nodar Kumaritashvili, mort la veille après une sortie de piste durant un entraînement. Le porte-drapeau du pays est le patineur artistique Ri Song-chol.
Lors de la cérémonie de clôture qui se déroule également au BC Place Stadium, les porte-drapeaux des différentes délégations entrent ensemble dans le stade olympique et forment un cercle autour du chaudron abritant la flamme olympique. Comme lors de la cérémonie d'ouverture, le drapeau nord-coréen est porté par Ri Song-Chol.

## Patinage artistique
Hommes
- Ri Song Chol

## Patinage de vitesse
Hommes
- Ko Hyon-Suk

## Diffusion des Jeux en Corée du Nord
Les Nord-coréens peuvent suivre les épreuves olympiques sur la chaîne nationale KRT.